# Macleania recumbens
Macleania recumbens är en ljungväxtart som beskrevs av A. C. Smith. Macleania recumbens ingår i släktet Macleania och familjen ljungväxter. Inga underarter finns listade i Catalogue of Life.